# Panda Express

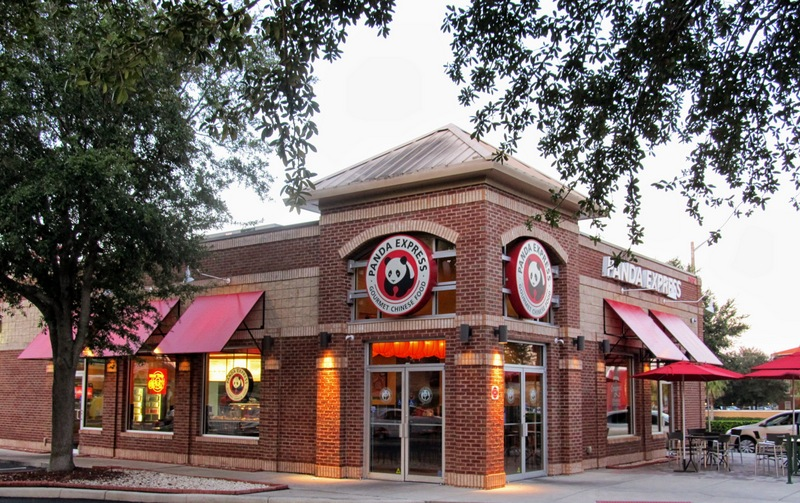
Panda Expressrestaurang

Panda Express är en snabbmatskedja med huvudkontor i Rosemead och omkring 1600 restauranger i USA, Mexiko och Puerto Rico. Företaget grundades 1973 i Pasadena av Andrew- och Peggy Cherng, har knappt 20 000 anställda, omsatte år 2011 1,5 miljarder dollar

## Mat
Panda express serverar ostasiatisk mat såsom kinamat, sushi och många kycklingrätter.